# Стено (режисер)
Сте́но (італ. Steno, справжні ім'я та прізвище — Стефа́но Вандзі́на (італ. Stefano Vanzina); нар. 19 січня 1917, Рим, Італія — пом. 13 березня 1988, Рим, Італія) — італійський сценарист і режисер-комедіограф.

## Біографія
Стефано Вандзіна народився 19 січня 1917 року в Римі, Італія. Син відомого журналіста, рано втратив батька. Вивчав право на юридичному факультеті Римського університету, але курсу не закінчив. Професійну освіту здобув на відділенні художників кіно в Експериментальному кіноцентрі в Римі, після чого працював художником-карикатуристом. Обрав псевдонім Стено на честь письменниці і журналістки Флавії Стено (1877—1946), чия гумористична проза була надзвичайно популярної в Італії першої половини ХХ століття. Спільно з режисером Маріо Маттолі писав сценарії фільмів, поставлених Маттолі.
Стено брав участь у створенні сценаріїв багатьох комедійних, пригодницьких та мелодраматичних фільмів. У 1946-49 роках він співпрацював з режисером Маріо Монічеллі, був автором сценаріїв його комедійних фільмів. У 1949 році Стено дебютував як режисер, поставивши спільно з Монічеллі фільм «До біса славу», низку комедій за участю Тото та ін. Найуспішнішою роботою Стено і Монічеллі із серії фільмів за участю Тото стала стрічка «Поліцейські та злодії» — одна з найкращих італійських неореалістичних комедій. Останньою спільної роботою Стено і Монічеллі стала драма «Невірні» (1952). Після цього Стено продовжував знімати комедії з Тото, а також з Альберто Сорді.

## Фільмографія (вибіркова)
Режисер і сценарист
1. 1949: До біса славу / Al diavolo la celebrità
2. 1950: Собаче життя / Vita da cani
3. 1950: Тото у пошуках будинку / Totò cerca casa
4. 1951: Поліцейські та злодії / Guardie e ladri
5. 1951: Тото та імператори Риму / Totò e i re di Roma
6. 1952: Тото і жінки / Totò e le donne
7. 1953: Невірні / Le infedeli
8. 1953: Тото в кольорі / Totò a colori
9. 1953: Кіно минулого / Cinema d'altri tempi
10. 1953: Один день в суді / Un giorno in pretura
11. 1953: Людина, звір і доброчесність / L'uomo, la bestia e la virtù
12. 1954: Американець у Римі / Un americano a Roma
13. 1955: Пригоди Джакомо Казанови / Le avventure di Giacomo Casanova
14. 1958: Тото на Місяці / Totò nella luna
15. 1958: Моя бабуся поліцейський / Mia nonna poliziotto
16. 1958: Охорона, злодій і офіціантка / Guardia, ladro e cameriera
17. 1959: Тото в Мадриді / Totò, Eva e il pennello proibito
18. 1959: Пройдисвіт / I tartassati
19. 1959: Скрутні часи для Дракули / Tempi duri per i vampiri
20. 1960: Солдат з половиною / Un militare e mezzo
21. 1960: Нам подобається холодніше / A noi piace freddo…!
22. 1961: Триспальне ліжко / Letto a tre piazze
23. 1962: Тото диявольський / Totò diabolicus
24. 1962: Психозіссімо / Psycosissimo
25. 1962: Палац Копакабана / Copacabana Palace
26. 1962: Морські мушкетери / I moschettieri del mare
27. 1962: Два полковники / I due colonnelli
28. 1963: Тото проти чотирьох / Totò contro i 4
29. 1963: Дівчина тисячі місяців / La ragazza di mille mesi
30. 1964: Близнюки з Техасу / I gemelli del Texas
31. 1965: Переплутані ліжка / Letti sbagliati
32. 1965: Герої Дикого Заходу / Gli eroi del West
33. 1965: Кохання в італійському стилі / Amore all'italiana
34. 1967: Пригоди Дорелліка / Arrriva Dorellik
35. 1967: Жінка-фельдмаршал / La feldmarescialla
36. 1968: Каприз по-італійськи / Capriccio all'italiana
37. 1968: Червоні троянди для Анджеліки / Rose rosse per Angelica
38. 1970: Пересадка / Il trapianto
39. 1971: Справа Коза Ностра / Cose di Cosa Nostra
40. 1971: Вікінги прийшли з півдня / Il vichingo venuto dal sud
41. 1972: Відділ виконання покарань / La polizia ringrazia
42. 1972: Перелітний птах / L'uccello migratore
43. 1972: Страх з косими очима / Il terrore con gli occhi storti
44. 1973: Мій брат Анастазія / Anastasia mio fratello ovvero il presunto capo dell'Anonima Assassini
45. 1973: На прізвисько Громило / Piedone lo sbirro
46. 1974: Поліціантка / La poliziotta
47. 1975: Громило в Гонконзі / Piedone a Hong Kong
48. 1975: Хазяїн і робітник / Il padrone e l'operaio
49. 1976: Італія зламалася / L'Italia s'è rotta
50. 1976: Божевільні скачки / Febbre da cavallo
51. 1977: Три тигри проти трьох тигрів / Tre tigri contro tre tigri
52. 1977: Подвійне вбивство / Doppio delitto
53. 1978: Громило в Африці / Piedone l'africano
54. 1978: Кохані мої /  Amori miei
55. 1979: Доктор Джекілл і мила пані / Dottor Jekyll e gentile signora
56. 1979: Буває й гірше / La patata bollente
57. 1980: Громило в Єгипті / Piedone d'Egitto
58. 1980: Індійський кактус / Fico d'India
59. 1981: Танго ревнощів / Il tango della gelosia
60. 1982: Банановий Джо / Banana Joe
61. 1982: Розповісти, збудити, розкрутити / Sballato, gasato, completamente fuso
62. 1982: Коли пара розпадається / Quando la coppia scoppia
63. 1982: Бог їх створює, а потім спарює / Dio li fa e poi li accoppia
64. 1982: Бонні і Клайд по-італійськи / Bonnie e Clyde all'italiana
65. 1983: Золоті руки / Mani di fata
66. 1984: Подай на мене до суду / Mi faccia causa
67. 1987: Столична тварина / Animali metropolitani
68. 1988: Big Man: La fanciulla che ride (ТВ, 1988)
69. 1988: Професор: Діва / Big Man: Diva (телевізійний)

Лише сценарист
1. 1939: Ви бачите, як ви … Ви бачите, як ви? / Lo vedi come sei… Lo vedi come sei?
2. 1940: Залишення / Abbandono
3. 1940: Я пірат! / Il pirata sono io!
4. 1941: Школа боязких / La scuola dei timidi
5. 1942: Привид у тому замку / C'è un fantasma nel castello
6. 1942: Стиснуті губи / Labbra serrate
7. 1942: Четверта сторінка / Quarta pagina
8. 1943: Пригода Аннабелли / L'avventura di Annabella
9. 1943: Два серця серед звірів / Due cuori fra le belve
10. 1944: Молодіжні піруети / Piruetas juveniles
11. 1945: Жити знову / Vivere ancora
12. 1945: Ціле місто співає / Tutta la città canta
13. 1945: Я більше не співаю / Non canto più
14. 1945: У верхній частині міста / Quartieri alti
15. 1946: Ангел і диявол / L'angelo e il diavolo
16. 1946: Чорний Орел / Aquila nera
17. 1947: Капітанська донька / La figlia del capitano
18. 1947: Царський кур'єр / Il corriere del re
19. 1947: Дві сирітки / I due orfanelli
20. 1948: Знедолені / I miserabili
21. 1948: Шторм над Парижем / Tempesta su Parigi
22. 1948: Безтями від опери / Follie per l'opera
23. 1948: Таємничий лицар / Il cavaliere misterioso
24. 1948: Як програли війну / Come persi la guerra
25. 1948: Страх і арена / Fifa e arena
26. 1948: Тото здійснює поїздку по Італії / Totò al giro d'Italia
27. 1949: Пожежники Віджіу / I pompieri di Viggiù
28. 1949: Вовк з гори Сіла / Il lupo della Sila
29. 1949: Граф Уголіно / Il conte Ugolino
30. 1949: Як відкрили Америку / Come scopersi l'America
31. 1950: Удар і відповідь / Botta e risposta
32. 1950: Її улюблений чоловік / Her Favourite Husband
33. 1950: Розбійник Мусоліно / Il brigante Musolino
34. 1951: До біса славу / Al diavolo la celebrità
35. 1951: Мене занапащує кохання / È l'amor che mi rovina
36. 1951: Прокляті податки!! / Accidenti alle tasse!!
37. 1951: Невдячне серце / Core 'ngrato
38. 1951: Я кохаю вбивцю / Amo un assassino
39. 1951: Наполеон / Napoleone
40. 1952: Вендетта / Vendetta… sarda
41. 1952: П'ять бідняків на автомобілі / 5 poveri in automobile
42. 1952: Дон Лоренцо / Don Lorenzo
43. 1953: Ми знаходимося в галереї / Ci troviamo in galleria
44. 1955: У мене є червона примула / Io sono la Primula Rossa
45. 1960: Тото, Пеппіно і фанатик / Totò, Peppino e le fanatiche
46. 1964: Славна сімейка / Le belle famiglie
47. 1966: Приємні ночі / Le piacevoli notti
48. 1969: Архангел / L'arcangelo
49. 1970: Досить витріщатися / Basta guardarla
50. 1979: Ціна перемоги / Speed Cross

## Визнання
| Рік                                        | Категорія                                 | Фільм                     | Результат |
| ------------------------------------------ | ----------------------------------------- | ------------------------- | --------- |
| Каннський міжнародний кінофестиваль        |                                           |                           |           |
| 1952                                       | Гран-прі журі (спільно з Маріо Монічеллі) | Поліцейські і злодії      | Номінація |
| Міжнародний кінофестиваль у Сан-Себастьяні |                                           |                           |           |
| 1972                                       | Срібна мушля                              | Відділ виконання покарань | Перемога  |
| Міжнародний кінофестиваль у Чикаго         |                                           |                           |           |
| 1980                                       | Золотий Г'юго за найкращий художній фільм | Буває й гірше             | Номінація |